# Louis Cordice
Louis Cordice (* 1. Oktober 1989) ist ein englischer Schauspieler, der für seine Darstellung des Slytherin-Schülers Blaise Zabini in den Harry-Potter-Filmen Harry Potter und der Halbblutprinz (2009) sowie Harry Potter und die Heiligtümer des Todes: Teil 1 (2010) und Teil 2 (2011) bekannt ist. Anschließend wurde es ruhig um ihn, es sind keine weiteren Filmauftritte seitdem verzeichnet (Stand: November 2021).

## Filmografie
- 2007: Juvenile (Kurzfilm)
- 2009: Harry Potter und der Halbblutprinz (Harry Potter and the Half-Blood Prince)
- 2010: Harry Potter und die Heiligtümer des Todes: Teil 1 (Harry Potter and the Deathly Hallows: Part 1)
- 2011: Harry Potter und die Heiligtümer des Todes: Teil 2 (Harry Potter and the Deathly Hallows: Part 2)